# Il paradiso (Moravia)
Il paradiso è una raccolta di 34 racconti brevi di Alberto Moravia, pubblicata per la prima volta nel 1970 con la casa editrice Bompiani a Milano. Il titolo si rifà al quarto racconto della raccolta. Venne tradotto in inglese per una prima volta nel 1971 dalla casa editrice Secker & Warburg col titolo Paradise, & Other Stories, con una ristampa successiva di maggior successo nel 1974 da parte della casa Manor Books di New York col titolo Bought and sold (da Venduta e comprata, il terzo racconto della lista); in entrambi i casi la traduzione è stata curata da Angus Davidson. Si tratta di una delle ultime raccolte di novelle dell'autore romano.
Tutti e 34 i racconti presentano delle protagoniste femminili che narrano la storia di prima persona.

## I 34 racconti
- Rischio calcolato
- Angelo mio
- Venduta e comprata
- Il paradiso
- Un gioco
- La banda del cric
- Festaiola
- Gli scarafaggi
- Più bella di te
- L'armadio
- Donna invisibile
- Via il sole
- L'immaginazione
- Non ho tempo
- Portacenere
- L'orgia
- I consumi
- I prodotti
- Noiosi
- Linea! Stile!
- Padrona e padrona
- Il lebbroso
- Le parole e il corpo
- La chimera
- Gli ordini sono ordini
- Dritta
- Le unghie
- L'imitazione
- Ah, la famigla!
- Troppo povero
- Viva Verdi
- Sette figli
- Confusa
- Abietto

## Adattamenti
- Il racconto Gli ordini sono ordini ha ispirato il film omonimo del 1971 del regista Franco Girardi, con Monica Vitti nel ruolo della protagonista.[3]